# 번정 개혁
번정 개혁(藩政改革)는 에도 시대의 막번 체제에서 각 번이 재무, 행정의 재건을 위해 실시한 정치적, 경제적 개혁을 말한다. 특히 에도 막부의 덴포 개혁 등의 막부 정치 개혁과 같은 시기에 성행 한 개혁의 성과에 따라 번의 재정이 좋아진 번으로 사쓰마번과 조슈번 등을 들 수 있으며, 에도 막부 말기에 웅번이라 불릴 정도로 영향력을 가지고 막부 타도 운동의 원동력이 되었다. 현재에도 막부 개혁을 표본으로 하는 경영자, 정치인은 많다.

## 배경
막번 체제 하의 정치는 유교적 도덕을 기반으로 조법(선대 이전의 법, 특히 초대 영주, 당주가 정한 영원히 지켜야 할 절대적인 규정)을 중시하였고, 그것에 대한 개정은 ‘불효’, ‘불충’한 행동으로 간주되어 왔다. 하지만 에도 시대 중기 이후에 들어가면서 재정난이 심각해진 원인이 되기도 했다. 그 주요 원인은 다음과 같은 것이 꼽힌다.
1. 참근교대와 막부에서 이른바 ‘어전 보조 공사’에 의해 막대한 지출을 강요했다.
2. 화폐 경제가 사회 전체에 침투하는 한편, 쌀값은 하락하는 경향에 있어, ‘쌀’을 경제 주체로 운영하는 막번 체제가 이 경제 변화에 적응하지 못하고 실수입이 감소되었다.
3. 영지에서 거듭되는 자연 재해와 기근, 에도 제후 저택의 소실에 의한 임시 지출이 발생했다.
4. 평화로운 세상이 이어져 다이묘 이하 가문 전반에 사치스런 생활 태도가 보급되어 갔다.

이에 대해 처음에는 여러 다이묘가 토지와 작물 조세 관리 강화와 측량의 실시 등의 연간 공물 징수를 늘리고, 대도시의 상인 등의 채무와 검약령에 의한 재정 지출의 긴축과 신전 개발, 광산 개발, 번의 상인 등에서 어용금 징수 등으로 인한 재정 수입의 강화, 나아가서는 ‘반지차상’ 등이라고 불렸던 가신에게 주는 녹봉의 사실상 삭감 등의 대책을 통해 일시적으로 조달하려 했다.
하지만, 이러한 정책은 임시방편이었을 뿐만 아니라 오히려 가문과 영내에 불만을 쌓이게 하였고, 인심의 황폐를 가속화시켜, 번정의 위기를 심화시키고 있었다.
그래서 번의 재무 행정 및 경제 기구에 전면적인 혁신을 통해 재정의 안정화를 도모하기 위한 개혁의 필요성이 제기되었다. 하지만 그것은 동시에 ‘조법 중시’라는 막번 체제의 기본 이념을 부정하는 것이었으며, 자칫 번정 자체의 붕괴로 이어질 수 있는 위험성도 안고 있었다.
실제로는 실패한 번의 숫자가 더 많았지만, 아래의 번은 그 중에서도 개혁에 성공했다고 할 수 있는 여러 번의 사례 개요이다.

## 에도 중기

### 구보타 번
1785년에 사타케 요시마사가 영주가 되어 번교(이후의 ‘명덕관’)를 설립하고 방사림의 조성과 보전, 임정 개혁의 실시, 상품 작물, 칠기, 백암 도자기 등 공예품의 생산을 장려, 경작 지원 등 산업 개발에 주력했다. 또한 직할지, 가신 지행지의 농정을 총괄하는 번 내 각 군의 군 부교를 설치했다. 구보타 번에서의 간세이 개혁이라고 불린다.

### 요네자와 번
1767년, 요네자와번에서는 우에스기 요잔이 번주가 되어, 절약과 산업 개발 등 번 재정 구조 조정을 실시한다. 번주 재직 중에는 부교를 필두로 다케마타 마사쓰나를 중심으로 시행하지만 실패로 돌아갔고, 은거 후 번정 후견 중에 로주(이후 부교) 노조키 요시마사를 중심으로 한 개혁이 성공한다.

### 마쓰시로 번
1752년 마쓰시로번에서는 사나다 유키히로가 번주되면서, 가로인 온다 다미치카(못코) 등에게 번정의 쇄신을 명령했다. 못코는 솔선수범하여 절약을 하고, 사리를 탐하지 않는 자세를 분명히 하는 것과 동시에, 영지민에게는 연공 세율을 상식과는 반대로 인하하고, 분할 납입을 인정하는 대신에 완납을 요구했다. 또한 번 행정의 효율화를 진행하여 영민을 괴롭히는 부정한 관리와 무능한 공무원을 경질했다.
못코의 갑작스런 죽음으로 재정 개혁은 제대로 진행되지 못했지만, 관리의 의식 개혁과 영민의 번정에 대한 신뢰를 회복하는데 성공했고, 안정된 재정 기반의 확립과 농촌의 황폐화를 방지하고 재정 건전화의 방향을 제시했다. 하지만 그 후 다시 재정이 악화되면서, 막부 로주로 덴포의 개혁에도 참여한 번주 사나다 유키쓰라는 번정 개혁을 행함에 있어서 온다 간지츠(온다 다미치카의 증손자)를 중용했다. 개혁은 어느 정도는 성공했지만, 번의 재정의 회복까지는 미치지 못했, 오히려 사치풍조를 초래했다고 탄핵을 받아 1851년 보수파의 사나다 칸쯔가 번정을 실시했다. 하지만 다음의 사나다 유키노리 대에 들어가면서 후계자 문제로 얽혀 큰 내분을 겪으며, 1853년에는 시마가 실각하고 타노모가 복귀했다.

### 구마모토 번
호소카와 시게가타가 호리 가쓰나를 등용하고 단행했다.